# Way of the Warrior
Way of the Warrior ist ein Beat-’em-up-Computerspiel, das im Jahre 1994 exklusiv für die Spielkonsole 3DO herausgebracht wurde.

## Spielprinzip
Neun Kämpfer aus aller Welt sind auf der Suche nach der ultimativen Herausforderung. Diese finden sie im Turnier „Way of the Warrior“. Der Sieger darf sich im „Book of the Warriors“ eintragen. Es stehen neun Level zur Verfügung.

## Entwicklung
Die Entwicklung des Spiels begann 1993 und dauerte 12 Monate. Die Kosten betrugen insgesamt 100.000 US-Dollar und wurden durch die Verkäufe des Spiels Rings of Power finanziert. Trotzdem war die Produktion recht günstig, das teuerste Kostüm kostete 150 US-Dollar. Die Charaktere wurden von Freunden gemimt, diese erhielten 25 US-Dollar Gage. Als Entwicklungsplattform dienten „zwei ältere Macintosh“. Mangels vorhandener Bluescreen-Technik wurde eine große beige Leinwand beschafft und in der angemieteten Wohnung in Boston aufgehängt. Für die richtige Brennweite der Filmkamera musste diese außerhalb der Wohnung im Hausflur aufgestellt werden. Der Vermieter war darüber so verärgert, dass die Mieter ihre Kaution verloren.
Eine Arcade-Umsetzung auf 3DO-Basis in Zusammenarbeit mit American Laser Games wurde trotz bestehender und getesteter Prototypen eingestellt.

## Kritiken
Insgesamt erhielt das Spiel mäßige Kritiken, die deutschsprachige Website Nexgam lobte die Präsentation und den Sound, kritisierte jedoch die Steuerung als träge und den Sprecher als peinlich. Zudem seien die Animationen mäßig. Aufgrund der User-Wertungen wird eine Wertung von 8,5 / 10 ermittelt. Das deutsche Magazin Video Games 5/95 ermittelte ähnliche Stärken bzw. Schwächen und vergab 64 % (Grafik 68 %, Sound 71 %).
MobyGames errechnete einen Score von 56 %.

## Kommerzieller Erfolg
Way of the Warrior war das erste Beat ’em up auf dem 3DO und gehörte zu den Top 10 der am meisten verkauften Spiele. Dabei wurde sogar die namhafte Konkurrenz Super Street Fighter II Turbo und Samurai Shodown hinter sich gelassen.